# Canakkale 1915-broen
Çanakkalebroen er en bro over Dardanellerne mellem Europa og Asien. Det er  en hængebro med foreløbig verdens længste spænd på 2.023 meter, ud af en samlet brolængde på 3.563 meter. Den har en Pylonhøjde på 334 meter og et hovedkabel i 318 meters højde.[kilde mangler]
Broen blev indviet 22. marts 2022 af Tyrkiets præsident Erdogan og spændets længde er tænkt som markør for 100-året for den tyrkiske republiks grundlæggelse i 1923.
Det er en betalingsbro med 6-sporet motorvej, fra starten med en passagepris på knap 100 kr. 
Konstruktionen har stillet særlige krav til jordskælvssikring ved placering mellem to kontinentalplader.
COWI har med deres erfaringer fra Storebæltsbroen deltaget i projekteringen.